# Kalandrynia

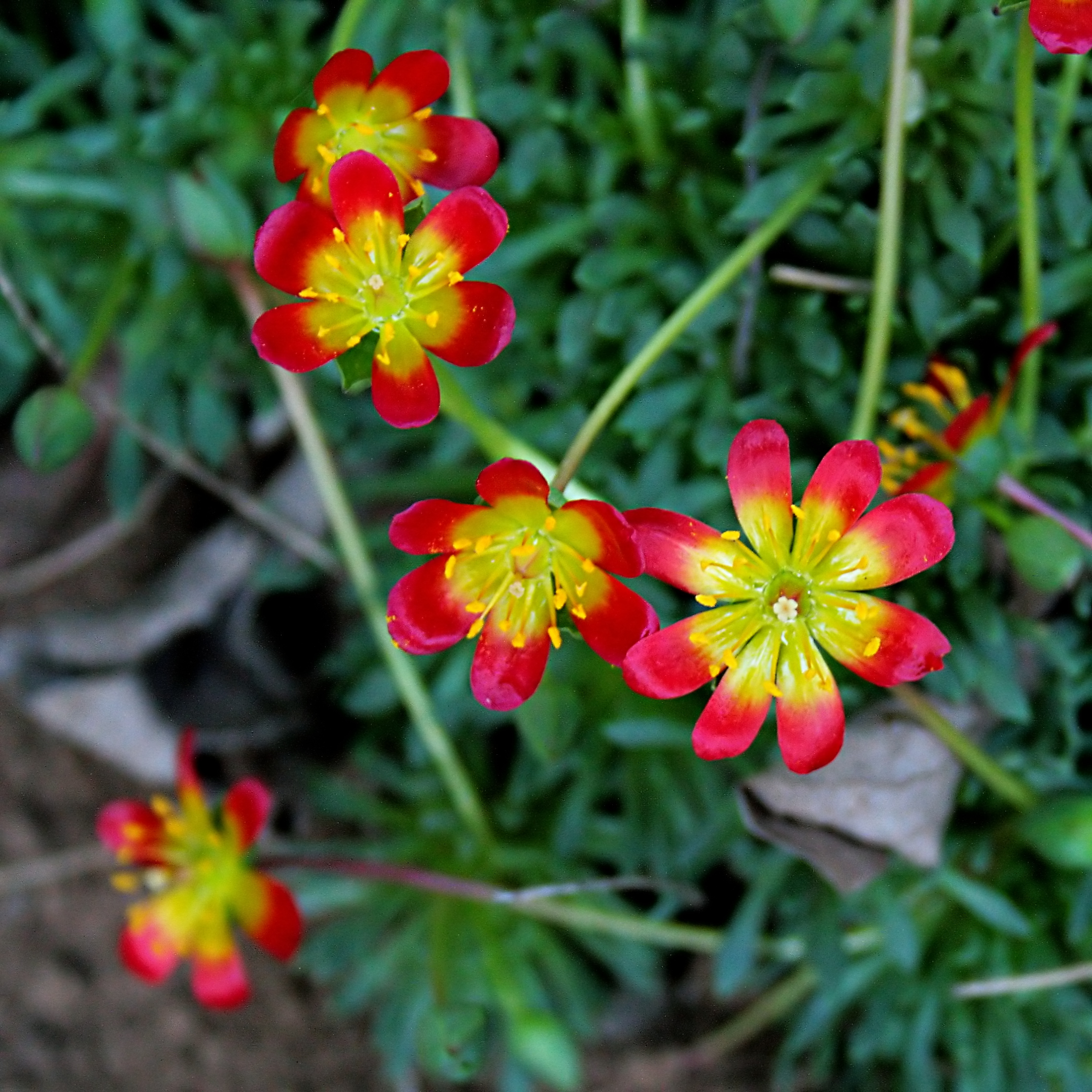
Calandrinia caespitosa

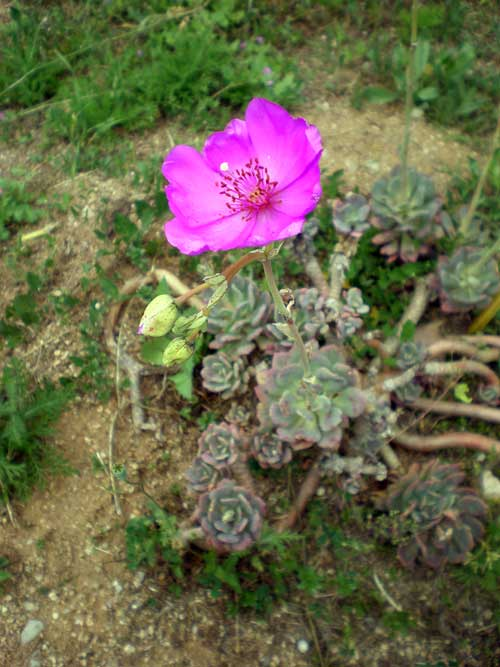
Calandrinia crassifolia

Kalandrynia, kalandrinia, krasocica (Calandrinia) – rodzaj roślin z rodziny zdrojkowatych (Montiaceae). Obejmuje ok. 60 do ponad 100 gatunków. Zasięg przedstawicieli tego rodzaju obejmuje zachodnią część Ameryki Północnej i Południowej, z centrum zróżnicowania w tej drugiej. Ok. 30 gatunków rośnie także w Australii. Rośliny te zasiedlają miejsca skaliste i pustynne. Sukulentowate liście tych roślin są na obszarach pustynnych kluczowym pożywieniem i źródłem wody dla zwierząt.
W Polsce uprawiane są dwa gatunki – kalandrynia spłaszczona i kalandrynia orzęsiona, ten pierwszy notowany jest też jako sporadycznie dziczejący. 
Niektóre gatunki uprawiane są jako ozdobne. Lokalnie wykorzystywane są także jako jadalne. Nazwa naukowa rodzaju upamiętnia szwajcarskiego botanika – Jeana-Louisa Calandrini (1703–1758).

## Morfologia
PokrójByliny i rośliny jednoroczne osiągające do 1 m wysokości.
LiścieSkrętoległe, mięsiste.
KwiatyZebrane po kilka lub wiele w kwiatostany groniaste na szczycie rozgałęziającej się zwykle łodygi. Kielich tworzą dwie działki. Płatków korony jest 5 i mają kolor czerwony lub purpurowy, rzadko biały. Pręcików jest od 3 do 14. Zalążnia górna, jednokomorowa z 6 lub większą liczbą zalążków, szyjka słupka pojedyncza, zwieńczona 3 znamionami.
OwoceZawierająca od kilku do 20 nasion torebka otwierająca się trzema klapami.

## Systematyka
Według APweb (aktualizowany system APG IV z 2016) jest to rodzaj z rodziny zdrojkowatych (Montiaceae) w obrębie rzędu goździkowców. W niektórych, dawniejszych ujęciach systematycznych klasyfikowany do rodziny portulakowatych (Portulacaceae).
Wykaz gatunków
- Calandrinia acaulis Kunth
- Calandrinia affinis Gillies ex Arn.
- Calandrinia alba (Ruiz & Pav.) DC.
- Calandrinia arenicola Syeda
- Calandrinia baccata Obbens
- Calandrinia balonensis Lindl.
- Calandrinia bracteosa Phil.
- Calandrinia brevipedata F.Muell.
- Calandrinia breweri S.Watson
- Calandrinia caespitosa Gillies ex Arn.
- Calandrinia calyptrata Hook.f.
- Calandrinia carolinii Hershk. & D.I.Ford
- Calandrinia ciliata (Ruiz & Pav.) DC. – kalandrynia orzęsiona
- Calandrinia colchaguensis Barnéoud
- Calandrinia compacta Barnéoud
- Calandrinia composita (Nees) Benth.
- Calandrinia conferta Gillies ex Arn.
- Calandrinia corrigioloides F.Muell. ex Benth.
- Calandrinia corymbosa Walp.
- Calandrinia creethae Tratman ex Morrison
- Calandrinia crispisepala Obbens
- Calandrinia cygnorum Diels
- Calandrinia cylindrica Poelln.
- Calandrinia depressa Phil.
- Calandrinia dielsii Poelln.
- Calandrinia dipetala J.M.Black
- Calandrinia disperma J.M.Black
- Calandrinia eremaea Ewart
- Calandrinia filifolia Rydb.
- Calandrinia flava Obbens
- Calandrinia fuegiana Gand.
- Calandrinia galapagosa H.St.John
- Calandrinia gracilis Benth.
- Calandrinia graminifolia Phil.
- Calandrinia granulifera Benth.
- Calandrinia heterophylla Rydb.
- Calandrinia holtumii Obbens & L.P.Hancock
- Calandrinia hortiorum Obbens
- Calandrinia involucrata Phil.
- Calandrinia kalanniensis Obbens
- Calandrinia lancifolia Phil.
- Calandrinia lefroyensis Obbens
- Calandrinia lehmannii Endl.
- Calandrinia leucopogon Phil.
- Calandrinia liniflora Fenzl
- Calandrinia litoralis Phil.
- Calandrinia maryonii S.Moore
- Calandrinia minutissima Barnéoud
- Calandrinia mirabilis Chinnock & J.G.West
- Calandrinia monandra (Ruiz & Pav.) DC.
- Calandrinia monogyna Poelln.
- Calandrinia monosperma Syeda ex Obbens
- Calandrinia morrisae Goy
- Calandrinia nana Phil.
- Calandrinia nitida (Ruiz & Pav.) DC.
- Calandrinia oblonga Syeda & Carolin
- Calandrinia operta Obbens
- Calandrinia oraria Obbens
- Calandrinia papillata Syeda
- Calandrinia pauciflora Phil.
- Calandrinia pentavalvis Obbens
- Calandrinia pickeringii A.Gray
- Calandrinia pilosiuscula DC. – kalandrynia spłaszczona
- Calandrinia pleiopetala F.Muell.
- Calandrinia poeppigiana Walp.
- Calandrinia pogonophora F.Muell.
- Calandrinia polyandra Benth.
- Calandrinia polyclados Phil.
- Calandrinia polypetala Fenzl
- Calandrinia porifera Syeda
- Calandrinia primuliflora Diels
- Calandrinia ptychosperma F.Muell.
- Calandrinia pumila (Benth.) F.Muell.
- Calandrinia quadrivalvis F.Muell.
- Calandrinia quartzitica Obbens
- Calandrinia ranunculina J.M.Watson, A.R.Flores & Elvebakk
- Calandrinia remota J.M.Black
- Calandrinia reticulata Syeda
- Calandrinia rubrisabulosa Obbens
- Calandrinia sanguinea Phil.
- Calandrinia schistorhiza Morrison
- Calandrinia sitiens I.M.Johnst.
- Calandrinia skottsbergii Gand.
- Calandrinia solisi Phil.
- Calandrinia spergularina F.Muell.
- Calandrinia sphaerophylla J.M.Black
- Calandrinia spicigera Phil.
- Calandrinia stagnensis J.M.Black
- Calandrinia stenogyna Domin
- Calandrinia strophiolata (F.Muell.) F.Muell. ex B.D.Jacks.
- Calandrinia taltalensis I.M.Johnst.
- Calandrinia tepperiana W.Fitzg.
- Calandrinia tholiformis Obbens
- Calandrinia translucens Obbens
- Calandrinia tumida Syeda
- Calandrinia umbelliformis Obbens
- Calandrinia uncinella Obbens
- Calandrinia uniflora F.Muell.
- Calandrinia villaroelii Phil.
- Calandrinia volubilis Benth.
- Calandrinia wilsonii Obbens